# Unai Vergara
Unai Vergara Díez-Caballero, conocido en el mundo del fútbol como Unai, es un futbolista internacional español retirado. También suele ser conocido como Unai Bergara (con su apellido escrito con ortografía vasca).
Unai era un defensa central que podía actuar como marcador o como líbero. Destacaba por su gran corpulencia que le servía de ayuda en el juego aéreo y también por su capacidad de comenzar el juego de ataque de su equipo con el balón en los pies.
Fue considerado durante algún tiempo como uno de los defensas más prometedores del fútbol español, pero una serie de lesiones (algunas graves y otras menos) le impidieron tener continuidad y poco a poco fueron desinflando su carrera. Acabó su carrera jugando en la Segunda división B.

## Biografía
Unai Vergara nació en la localidad vasca de Portugalete el 20 de enero de 1977. Sin embargo, se formó futbolísticamente en Cataluña, en diferentes clubes del Área Metropolitana de Barcelona.
Jugó en las divisiones inferiores del Club Deportivo Masnou de El Masnou y en los juveniles de la Fundación Ferrán Martorell, vinculada al RCD Español de Barcelona. En 1996 da su paso al fútbol senior fichando por la UE Sant Andreu de Barcelona. Una temporada con los cuatribarrados le valió que el Deportivo Alavés se fijara en él, pero finalmente los técnicos alavesistas desestimaron su incorporación al equipo y Unai tuvo que seguir bregando en el fútbol modesto de Cataluña.
Unai jugó otras dos temporadas con la UDA Gramenet de Santa Coloma de Gramanet en la Segunda División B y finalmente pudo dar el salto de la Segunda división B a la Segunda división. En 1999 con 22 años de edad abandona tierras catalanas y ficha por el CP Mérida. Unai cuaja una gran temporada en el Mérida, donde juega 38 partidos y marca 4 goles.
De cara a la temporada 2000-01, es fichado por el Villarreal CF, equipo recién ascendido a la Primera división española, categoría que alcanzaba este club por segunda ocasión en su historia.
Antes de debutar con el Villarreal en Primera división fue convocado en septiembre de 2000 para la disputa de los Juegos Olímpicos de Sídney 2000 con la Selección olímpica de fútbol de España (equivalente a la Selección Sub-23). Unai jugó algunos partidos del torneo y obtuvo la Medalla de Plata, perdiendo la final ante Camerún por penaltis.
La temporada 2000-01 fue la más brillante de la carrera de Unai. A la medalla de plata olímpica obtenida en septiembre, se unió el debut con el Villarreal CF en la Primera división española el 28 de octubre. En los siguientes meses se hizo con un puesto como titular en la defensa del Villarreal y se convirtió en uno de los jugadores de moda del fútbol español y en una de las revelaciones de su club y del campeonato. El 28 de febrero de 2001 debutó con la Selección de fútbol de España en un amistoso ante Inglaterra en Birmingham convirtiéndose en el primer jugador que alcanzaba la internacionalidad con España vistiendo la camiseta del Villarreal. Sin embargo poco después de su debut como internacional su prometedora carrera se vio frenada en seco por una inoportuna lesión de rodilla, que le hizo pasar por el quirófano y perderse el último tercio de la temporada.
Después de aquel contratiempo la carrera de Unai no se vio relanzada. Jugó otras dos temporadas más con el Villarreal CF en Primera división, pero sin alcanzar el nivel de su primera temporada. En total disputó 60 partidos con el Villarreal en Primera división y marcó 5 goles durante 3 temporadas. Perdida la titularidad y con pocas opciones de jugar en el equipo aceptó ser cedido al Albacete Balompié la temporada 2003-04. En Albacete tampoco jugó demasiado, 14 partidos de Liga, aunque logró el objetivo de la permanencia.
Tras su etapa en el Albacete fichó por el Elche CF de la Segunda división española. Tras una temporada en el Elche y 2 más en la UE Lleida, en 2007 ficha por el CF Gavà de la Segunda división B donde jugó a buen nivel durante una temporada, antes de anunciar su retirada del fútbol al finalizar la temporada 2007-08. Unai tenía 31 años de edad cuando anunció su retirada.
Tras su retirada trabaja en una agencia de representación de futbolistas.

### Selección nacional
Ha sido internacional con la Selección nacional de fútbol de España en 1 ocasión.
Durante la temporada 2000-01 fue llamado por José Antonio Camacho para disputar un amistoso ante Inglaterra en el Villa Park de Birmingham. El 28 de febrero de 2001 debutaba con la selección española convirtiéndose en el primer internacional español de la historia del Villarreal CF. El resultado del partido fue 3:0 a favor de los ingleses.
A la semana de disputar ese partido se lesionó de gravedad y después de su recuperación no volvió a jugar al mismo nivel por lo que nunca más volvió a ser convocado.
Con anterioridad fue internacional con la selección española Sub-21 y había ganado la Medalla de plata en los Juegos Olímpicos de Sídney 2000 con la Selección Olímpica (equivalente a la Sub-23.
También disputó un partido amistoso con la Selección de fútbol de Euskadi.

## Clubes
| Club              | País   | Año       |
| ----------------- | ------ | --------- |
| UE Sant Andreu    | España | 1996-1997 |
| UDA Gramenet      | España | 1997-1999 |
| Mérida CP         | España | 1999-2000 |
| Villarreal CF     | España | 2000-2003 |
| Albacete Balompié | España | 2003-2004 |
| Elche CF          | España | 2004-2005 |
| UE Lleida         | España | 2005-2007 |
| CF Gavà           | España | 2007-2008 |

## Participaciones en Torneos internacionales de selecciones
| Olimpiada   | Selección | Resultado |
| ----------- | --------- | --------- |
| Sídney 2000 | España    |           |